# I-182 (tàu ngầm Nhật)
I-182 (nguyên mang tên I-82) là một tàu ngầm tuần dương  Lớp Kaidai thuộc phân lớp Kaidai VII, nhập biên chế cùng Hải quân Đế quốc Nhật Bản vào năm 1943. Nó đã hoạt động trong Chiến tranh Thế giới thứ hai, và bị mất trong chuyến tuần tra đầu tiên vào năm 1943 với nguyên nhân chưa được xác định.

## Thiết kế và chế tạo

### Thiết kế
Phân lớp tàu ngầm Kaidai VII là phiên bản tàu ngầm tấn công tầm trung được phát triển dựa trên phân lớp Kaidai VI. Chúng có trọng lượng choán nước 1.862 tấn (1.833 tấn Anh) khi nổi và 2.648 tấn (2.606 tấn Anh) khi lặn, lườn tàu có chiều dài 105,5 m (346 ft 2 in), mạn tàu rộng 8,25 m (27 ft 1 in) và mớn nước sâu 4,6 m (15 ft 1 in). Con tàu có thể lặn sâu 80 m (262 ft) và có một thủy thủ đoàn đầy đủ bao gồm 86 sĩ quan và thủy thủ.
Chiếc tàu ngầm trang bị hai động cơ diesel Kampon Mk.1A Model 8 hai thì công suất 4.000 mã lực phanh (2.983 kW), mỗi chiếc vận hành một trục chân vịt. Khi lặn, mỗi trục được vận hành bởi một động cơ điện 900 mã lực (671 kW).Con tàu có thể đạt tốc độ tối đa 23 hải lý trên giờ (43 km/h; 26 mph) khi nổi và 8 hải lý trên giờ (15 km/h; 9,2 mph) khi lặn. Khi Kaidai VII di chuyển trên mặt nước nó đạt tầm xa hoạt động 8.000 hải lý (15.000 km; 9.200 mi) ở tốc độ 16 hải lý trên giờ (30 km/h; 18 mph), và có thể lặn xa 50 nmi (93 km; 58 mi) ở tốc độ 5 hải lý trên giờ (9,3 km/h; 5,8 mph).
Lớp Kaidai VII có sáu ống phóng ngư lôi 53,3 cm (21,0 in), tất cả đều được bố trí trước mũi, và mang tổng cộng 12 ngư lôi. Vũ khi trên boong tàu thoạt tiên dự định bao gồm hai khẩu pháo phòng không 25 mm (1,0 in) Kiểu 96 nòng đôi, nhưng sau đó một hải pháo 12 cm (4,7 in) chống hạm thay chỗ cho một khẩu đội 25mm.

### Chế tạo
Được đặt hàng trong khuôn khổ Chương trình Vũ trang Hải quân Bổ sung thứ tư năm 1939, nhưng nó chỉ được đặt lườn như chiếc I-82 tại Xưởng vũ khí Hải quân Yokosuka ở Yokosuka vào ngày 10 tháng 11, 1941. Nó được đổi tên thành I-182 vào ngày 20 tháng 5, 1942  trước khi được hạ thủy vào ngày 30 tháng 5, 1942, và nhập biên chế cùng Hải quân Đế quốc Nhật Bản vào ngày 10 tháng 5, 1943.

## Lịch sử hoạt động

### Chuyến tuần tra thứ nhất
I-182 khởi hành từ Sasebo vào ngày 8 tháng 8, 1943 để hướng sang căn cứ Truk thuộc quần đảo Caroline, đến nơi vào ngày 15 tháng 8. Nó xuất phát từ Truk vào ngày 22 tháng 8 cho chuyến tuần tra duy nhất trong chiến tranh, đi đến khu vực được chỉ định tại vùng phụ cận Espiritu Santo thuộc quần đảo New Hebrides. Nó đã không quay trở về sau chuyến tuần tra.

### Bị mất
Hoàn cảnh I-182 bị mất vẫn chưa được xác định chắc chắn. Nó cùng với tàu ngầm I-20 đang cùng nhau tuần tra tại khu vực phụ cận New Hebrides vào lúc đó, và cả hai đều đã không quay trở về căn cứ. Lực lượng Hải quân Hoa Kỳ báo cáo hai hoạt động chống tàu ngầm thành công ngoài khơi Espiritu Santo vào đầu tháng 9, 1943.
Hoạt động thứ nhất diễn ra vào ngày 1 tháng 9, 1943, khi tàu khu trục Hoa Kỳ USS Wadsworth, hoạt động trong thành phần một đội tìm-diệt tàu ngầm, bắt đầu truy tìm một tàu ngầm Nhật Bản ngoài khơi Espiritu Santo lúc 10 giờ 55 phút. Nó phát hiện một mục tiêu qua sonar lúc 13 giờ 00, và thả một loạt mười quả mìn sâu được cài đặt để kích nổ ở độ sâu trung bình 150 ft (46 m), nhưng không có kết quả. Wadsworth thả thêm lượt mìn sâu thứ hai, cài đặt ở độ sâu trung bình 250 ft (76 m). Vào lúc Wadsworth tấn công, chiếc tàu ngầm bẻ lái sang trái rồi hướng xuống phía Nam trước khi chuyển sang hướng Đông Bắc, cố ý tạo ra sóng gây nhiễu loạn sonar. Chiếc tàu khu trục tiếp tục nhiều lượt di chuyển trước khi thả thêm một loạt mìn sâu được cài đặt ở độ sâu trung bình 425 ft (130 m), khiến một bọt không khí lớn trồi lên mặt biển nhưng không có dấu hiệu hư hại nào khác. Wadsworth tiếp tục truy tìm chiếc tàu ngầm, vốn tiếp tục cơ động dưới nước để tạo ra sóng nhiễu loạn nhằm vô hiệu sonar của Wadsworth. Wadsworth cuối cùng thả một loạt mười quả mìn sâu được cài đặt ở độ sâu trung bình 250 ft (76 m), rồi tách ra xa và hướng về phía Đông. Một thủy phi cơ PBY Catalina báo cáo phát hiện nhiều mảnh vỡ cùng một vệt dầu loang kéo dài 400–600 thước Anh (370–550 m) có mùi giống như dầu diesel trên mặt biển về phía Nam vị trí tấn công cuối cùng của Wadsworth. Các mảnh gỗ cũng được tìm thấy tại tọa độ 15°38′N 166°57′Đ / 15,633°N 166,95°Đ.
Hoạt động thứ hai diễn ra hai ngày sau đó, khi tàu khu trục USS Ellet càn quét tìm kiếm một tàu ngầm Nhật Bản ngoài khơi Espiritu Santo.Ellet phát hiện một mục tiêu qua radar ở khoảng cách 13.000 thước Anh (11.900 m) lúc 19 giờ 35 phút, và tiếp cận đến khoảng cách 5.000 thước Anh (4.600 m) rồi truy vấn mục tiêu bằng tín hiệu đèn.Không nhận được phản hồi, nó bắn đạn pháo sáng để chiếu rọi mục tiêu.Mục tiêu biến mất khỏi màn hình radar ở khoảng cách 3.400 thước Anh (3.100 m), nhưng Ellet dò được qua sonar mục tiêu ở khoảng cách 3.000 thước Anh (2.700 m).Từ 20 giờ 12 phút đến 20 giờ 28 phút, Ellet tấn công với nhiều loạt mìn sâu, và mục tiêu biến mất khỏi sonar lúc 20 giờ 59 phút. Đến sáng ngày 4 tháng 9, chiếc tàu khu trục phát hiện một vệt dầu loang lớn cùng nhiều mảnh vỡ tại tọa độ 13°10′N 165°28′Đ / 13,167°N 165,467°Đ.
Các tàu ngầm bị đánh chìm không thể xác định nhận dạng. Rất có thể một trong hai chiếc là I-182 và chiếc kia là I-20.
Vào ngày 15 tháng 9, Hải quân Nhật ra lệnh cho I-182 quay trở về căn cứ Truk, nhưng nó không phúc đáp. Đến ngày 22 tháng 10, 1943, Hải quân Đế quốc Nhật Bản công bố I-182 bị mất với tổn thất nhân mạng toàn bộ 87 người trên tàu, tại khu vực ngoài khơi Espiritu Santo. Tên nó được cho rút khỏi danh sách đăng bạ hải quân vào ngày 1 tháng 12, 1943.